# Det mytologiske kvarter
Det mytologiske kvarter er et kvarter på  Ydre Nørrebro i København, bestående af de to mindre kvarterer Mimersgadekvarteret og Haraldsgadekvarteret. 
Fra 1860 til omkring 1920 navngav man denne store gruppe gader med navne fra den nordiske mytologi og sagnverden. De fleste veje er opkaldte efter nordiske guder så som Heimdalsgade, Baldersgade, Thorsgade og Odinsgade, mens Ægirsgade og Mimersgade er opkaldt efter jætter. Mange gader er også opkaldt efter nordiske helte og sagnkonger, eksempelvis Gormsgade, Hamletsgade og Sigurdsgade. Kun få gader i området fraviger mønstret eksempelvis Allersgade, P.D. Løvs Allé og Ole Jørgensens gade. 
Grunden til de mange hedenske gudenavne i kvarteret er uklare. Én forklaring er at det ældste navn er Odinsgade fra 1860. Det skulle efter sigende være en privat grundejer, der fandt på at bruge dette navn fra den nordiske mytologi. Det inspirerede kommunens gadenavneudvalg til at fortsætte med gudenavnene på Ydre Nørrebro. 
En anden forklaring er, at navnene skyldes at maskinfabrikken Titan flyttede til området. Da en af Ydre Nørrebros første gader med boliger skulle have et navn, gav man det grundet Titan-fabrikken navn efter Vølund Smed, som er en berømt sagnkonge i den nordiske mytologi. Da de andre gader i kvarteret senere skulle navngives, var det naturligt at give dem navne, der lå i forlængelse af dette spor.
Det skal dog bemærkes, at Vølundsgade først fik sit navn i 1904. Før den officielle navngivning blev gaden i øvrigt i en kort periode kaldt Lokesgade. Titangade blev først navngivet i 1918 efter beliggenheden ved bagsiden af Titanfabrikken, som var blevet anlagt i 1897.
Heimdalsgade er navngivet i 1892, Thorsgade 1863, Ægirsgade 1899. Noget tyder altså på at inspirationen til navngivning af gaderne med mytologiske væsner som forled allerede lå i kvarteret inden Titan-fabrikken og Titangaden kom til.
Det nyeste navn i kvarteret er Mjølnerparken fra 1986.
Rundt omkring i kvarteret kan man finde skilte, der forklarer baggrunden for gadernes navne.
Der findes et tilsvarende kvarter i Horsens.
|  | Denne artikel om lokaliteten Det mytologiske kvarter kan blive bedre, hvis der indsættes et (bedre) billede. Du kan hjælpe ved at afsøge Wikimedia Commons for et passende billede eller lægge et op på Wikimedia Commons med en af de tilladte licenser og indsætte det i artiklen. |

55°42′08″N 12°32′58″Ø / 55.70222°N 12.54949°Ø